# 60-graphe de Thomassen
Le 60-graphe de Thomassen est, en théorie des graphes, un graphe possédant 60 sommets et 99 arêtes. Il est hypohamiltonien, c'est-à-dire qu'il n'a pas de cycle hamiltonien mais que la suppression de n'importe lequel de ses sommets suffit à le rendre hamiltonien.

## Histoire
En 1967, Herz, Duby et Vigué conjecturent que tout graphe hypohamiltonien a une maille de 5 ou plus. Cette hypothèse est invalidée en 1974 par Carsten Thomassen, qui introduit simultanément un graphe hypohamiltonien de maille 3, le 60-graphe de Thomassen, et un graphe hypohamiltonien de maille 4, le 32-graphe de Thomassen.

## Propriétés

### Propriétés générales
Le diamètre du 60-graphe de Thomassen, l'excentricité maximale de ses sommets, est 8, son rayon, l'excentricité minimale de ses sommets, est 6 et sa maille, la longueur de son plus court cycle, est 3. Il s'agit d'un graphe 3-sommet-connexe et d'un graphe 3-arête-connexe, c'est-à-dire qu'il est connexe et que pour le rendre déconnecté il faut le priver au minimum de 3 sommets ou de 3 arêtes.

### Coloration
Le nombre chromatique du 60-graphe de Thomassen est 3. C'est-à-dire qu'il est possible de le colorer avec 3 couleurs de telle façon que deux sommets reliés par une arête soient toujours de couleurs différentes. Ce nombre est minimal.